# Cloelia
Cloelia egy legendás római nő.

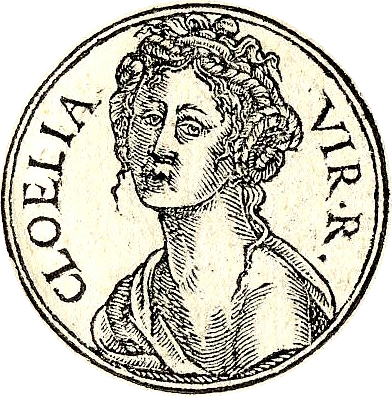
Cloelia

Róma városa hosszas béketárgyaláson megegyezett az etruszkok királyával. Cloeliát, más római hajadonokkal együtt Porsennának adták túszul. Ám ő társaival megszökött, s a Tiberisen átúszva visszatért Rómába. A szenátus azonban visszavitette őt, mire Porsenna nemcsak szabadságát adta vissza, hanem megengedte, hogy néhányat a többi közül is magával vihet; erre ő a legfiatalabb katonákat választotta ki. 
Rómában Cloeliának lovasszobrot emeltek a Via Sacra-n.
Más, későbbi keltű monda szerint mikor a hajadonokat Porsennához visszavitték, Tarquinius kezébe kerültek s ekkor Publicola leánya, Valeria menekült el és társainak segítséget vitt; erre aztán Porsenna a túszokat visszaadta. 